# Al-Karkh (Samarra)
Al-Karkh o Karkh Samarra (àrab: الكرخ, al-Karẖ) fou una ciutat fortificada propera a Samarra, capital abbàssida fundada el 836 a uns 100 km al nord de Bagdad, a la riba del Tigris. Fou coneguda també com Kakhr Juddan. Existia abans de la fundació de Samarra i el seu nom derivava de la paraula aramea karka que precisament vol dir ‘vila fortificada’. Estava habitada per arameus cristians. Quan Samarra va créixer la va engolir. Fou un aquarterament militar on hi havia la guàrdia turca del califa especialment en temps dels general Ashnas. Quan Samarra va entrar en decadència, al-Karkh fou un dels darrers barris que va restar ocupat.